# Vári Albert
Vári Albert (Firtosmartonos, 1868. április 23. – Kolozsvár, 1953. szeptember 22.) erdélyi magyar unitárius lelkész, egyházi író, főiskolai oktató, szerkesztő.

## Életútja, munkássága
Tanulmányait a székelykeresztúri Unitárius Gimnáziumban kezdte, s 1885-től a kolozsvári Unitárius Főgimnáziumban folytatta; itt érettségizett 1888-ban. A kolozsvári Unitárius Teológián szerzett lelkészi oklevelet 1892-ben. Lelkészi szolgálatát a kénosi egyházközségben kezdte, ahonnan 1905-ben az újonnan alakult székelyudvarhelyi egyházközség hívta meg lelkészének. Szolgálata alatt épült fel Pákei Lajos tervei alapján az új templom. 1908-tól a kolozsvári Unitárius Főgimnázium vallástanára; a Teológiai Akadémián előbb óraadó, majd rendes tanár, 1933–37 között dékán.
1905–10 között az Unitárius Szószék szerkesztője, 1922-től társszerkesztőként, 1929–38 között egyedül szerkesztette a Keresztény Magvetőt. Tanulmányait, könyvismertetéseit a Keresztény Magvető, Unitárius Közlöny, Unitárius Szószék közölte. Széles körű irodalmi munkásságot fejtett ki; tagja, majd alelnöke is volt az Unitárius Irodalmi Társaságnak.
Társszerzője volt az unitárius középiskolák számára kiadott Hittan átdolgozott kiadásának (Ferencz Józseffel és Gálfi Lőrinccel, Kolozsvár, 1930), az Unitárius kis tükörnek (Ferencz Józseffel, Kolozsvár, 1930), szerkesztője a Magyar Unitárius Egyház kolozsvári Teológiai Akadémiája értesítőinek (1933–37 között).

## További munkái (válogatás)
- Keresztény egyháztörténelem. Tankönyv az unitárius középiskolák 5. osztálya számára (Kolozsvár, 1923; 2. kiad. Torda 1932);
- Istenországa munkásai. Keresztény élet- és jellemrajzok (Kolozsvár, 1923);
- Imádságos könyv (Torda 1925);
- Berde Mózsa (Kolozsvár, 1926. Unitárius Könyvtár);
- Miért vagyok én unitárius? (Kolozsvár, 1926. Unitárius Könyvtár);
- „Keressétek először Istennek országát!” Imádságok, prédikációk, úrvacsorai beszédek (Székelyudvarhely, 1927);
- Isten országa munkásai (Kolozsvár, 1928);
- Unitárizmus és racionalizmus (A Három felolvasás az unitárizmusból c. kötetben, Kolozsvár, 1931);
- Keresztény egyháztörténelem (Torda 1932);
- Kapcsolatok az erdélyi unitáriusok és a hollandi remonstránsok között (Kolozsvár, 1932.  Keresztény Magvető Füzetei);
- Bibliai képek az újszövetségből (Kolozsvár, 1932);
- Kereszténység és unitárizmus (Kolozsvár, 1938. Keresztény Magvető Füzetei);
- Istenországa felé… Értekezések, előadások (Kolozsvár, 1939. Keresztény Magvető Füzetei).